# Ford Windstar
A Windstar é uma minivan de porte médio-grande da Ford
Lançada em Março de 1994, como ano-modelo 1995.
Sucessora da Ford Aerostar, possuía como principal diferencial novo design muito mais aerodinâmico e atualizado, e tração nas rodas dianteiras.
Dotada de freios com sistema anti travamento ABS, air bag para motorista e passageiro, acomodação para sete passageiros, dos quais seis contam com cinto de segurança de 3 pontos, ar condicionado e aquecimento "dual zone" para a frente e a traseira do veículo, controle automático de velocidade e painel digital como opcional, concorria com veículos semelhantes fabricados pela Chrysler e GM.

## Motor e câmbio
Em 1994, quando lançada, as versões LX, GL e Cargo eram equipadas com o mesmo motor de 3.8 litros, 6 cilindros em V dispostos a um ângulo de 90°, Ford Essex que, alimentado pelo sistema de injeção eletrônica seqüencial de combustível, entregava uma potência de 140 HP e 298 N.m de torque.
Em 1996, a versão GL passou a ser equipada com o motor 3.0 litros, 6 cilindros em V dispostos a um ângulo de 60°, Ford Vulcan, que entregava a mesma potência de 140 HP, porém com um torque menor, de 224N. Neste mesmo ano, o antigo motor 3.8 recebera melhorias nos coletores de admissão e escape, bem como no gerenciamento eletrônico, tendo sua potência ampliada para 200 HP.
O mesmo motor de 3.8 litros também equipou a versão Limited, top de linha, lançada em meados de 1998, com novos faróis e grade (mudanças que também se estenderam aos demais modelos, e é ilustrada na foto desta página), bancos em couro branco ou bege, e painel com detalhes em madeira.
A transmissão automática de 4 velocidades AXOD-E, é sucessora da bastante problemática AXOD que sofria desgastes prematuros em virtude de deficiência de lubrificação em alguns pontos vitais. Estes problemas foram sanados na nova versão, que equipa a Windstar que, contando com comandos eletrônicos, que confere um funcionamento muito mais suave e uma maior durabilidade.

## Pontos fracos
Se encontrar uma Windstar rodando nas ruas é difícil, mais difícil ainda será encontrar alguma que não seja fabricada em 1994, modelo 1995. Uma pequena quantidade deste veículo foi trazida ao Brasil e vendida em 1995, ao mesmo tempo que a Ford começava a lançar em sua rede de concessionários o Taurus e a Explorer.
Como a Windstar chegou ao Brasil por meio de importação independente, ou seja, não foi comercializada pela própria Ford, algumas adaptações que deveriam ser feitas em virtude da diferença do clima e do combustível ficaram a ser feitas por conta do proprietário que, muitas vezes, desconhece o procedimento também conhecido como Tropicalização.
Dentre estas mudanças, a principal dela está ligada ao sistema do câmbio automático. Em virtude da baixa temperatura ambiente na maior parte do ano no Canadá, onde este carro é fabricado, sua transmissão automática não possui um sistema eficiente de refrigeração do fluido, o que pode ocasionar o super aquecimento, consequentemente, diminuição da vida útil do fluido e da transmissão (vale lembra que o fluido deve ser trocado a cada 40 mil km, ou 4 anos como na maioria das transmissões automáticas). Para evitar danos, seria ideal executar a instalação um radiador auxiliar para o fluido do câmbio automático, em uma oficina especializada.
Outro ponto fraco da transmissão AXOD-E na Windstar ainda é sua fragilidade. Ao transmitir o torque do motor 3.8 litros a um carro cujo peso em ordem de marcha excede os 1500 kg, a transmissão pode sofrer maior desgaste quando muito exigida em arrancadas ou retomadas de velocidade, chegando a superaquecer em situações extremas como um congestionamento na subida de uma serra.
A versão mais encontrada no Brasil, a ano-modelo 1995, é equipada com a primeira versão do motor 3.8 litros, que entrega apenas 140 HP de potência. Pode-se dizer que o motor chega a ser inadequado ao porte do veículo, conferindo-lhe uma aceleração muito lenta, perda significativa de velocidade em aclives e consumo mais do que desfavorável para o transito urbano. Na estrada, o comportamento do carro melhora, assim como o consumo.
A manutenção deste carro, ao contrário do que muitos acreditam, não é impossível de ser realizada. Muitas peças são as mesmas utilizadas em outros veículos da linha Ford, como o Taurus, Ranger e Explorer com motor V6, o Maverick etc. Algumas peças que não são encontradas em lojas convencionais podem ser compradas direto dos Estados Unidos por meio de lojas virtuais, sem maiores sustos.